# Sessera
Il Sessera è un torrente del Piemonte, affluente in destra orografica del Sesia. Il suo corso si sviluppa nella parte più a monte in Provincia di Biella mentre a valle transita in Provincia di Vercelli.
L'intero bacino del Sessera ha un perimetro di 69 km;.
Il corso del torrente è sbarrato tra le frazioni montane dei comuni di Vallanzengo e di Camandona e forma il bacino delle Mischie (902 m), realizzato a scopo idroelettrico.

## Percorso
Nasce a circa 2.000 m dai laghetti sul versante orientale della Punta del Manzo, nei pressi del Monte Bo.
Partendo dalla sorgente attraversa i territori di varie isole amministrative montane di comuni del Biellese centrale. Più a valle transita per i comuni di Mosso, Trivero, Portula, Coggiola, Pray e Crevacuore, in provincia di Biella, e in seguito quelli dei comuni di Guardabosone, Serravalle Sesia e Borgosesia, in provincia di Vercelli.

## Principali affluenti
- Torrente Dolca: è un affluente in sinistra idrografica che nasce sul versante orientale del Monte Bo a circa 2.000 m e termina nel Sessera al bacino delle Mischie.
- Torrente Ponzone: affluente in destra idrografica proveniente da Crocemosso che, dopo avere attraversato un'area densamente abitata, sfocia nel Sessera a Pray.
- Torrente Strona di Postua: affluente in sinistra idrografica che nasce nord del Monte Barone, percorre la valle omonima e confluisce nel Sessera a Crevacuore.

## Regime
Le piene del Sessera hanno causato danni anche gravissimi nel corso degli eventi alluvionali che hanno coinvolto il Biellese tra i quali quello del novembre 1968 è stato forse il più rovinoso.

Nel tratto più a valle il torrente subisce numerosi prelievi idrici per uso industriale a servizio delle varie attività manifatturiere della zona. Numerosi sono anche i prelievi per uso potabile operati da vari acquedotti locali.
La portata media del Sessera è di 7,5 m³/s; un valore piuttosto elevato per il tipo di corso d'acqua. La portata massima si registra in maggio per lo scioglimento delle nevi, mentre quella minima tra dicembre e gennaio.

## Stato ambientale e utilizzi
Lo stato ambientale delle acque del torrente è stato classificato al 2002 dalla Regione Piemonte come "buono" fino a Portula, "sufficiente" a Pray e Borgosesia.
Il tratto montano del Sessera è molto frequentato dai pescatori ed è interessante, in particolare, per le trote fario e marmorate; tra Coggiola e la diga delle Mischie durante l'estate sono presenti anche numerosi bagnanti.

La discesa in canoa o rafting dalla Diga delle Mischie a Coggiola presenta difficoltà tra il IV e il VI grado, da Coggiola alla confluenza con la Sesia di II grado.
.

## Note

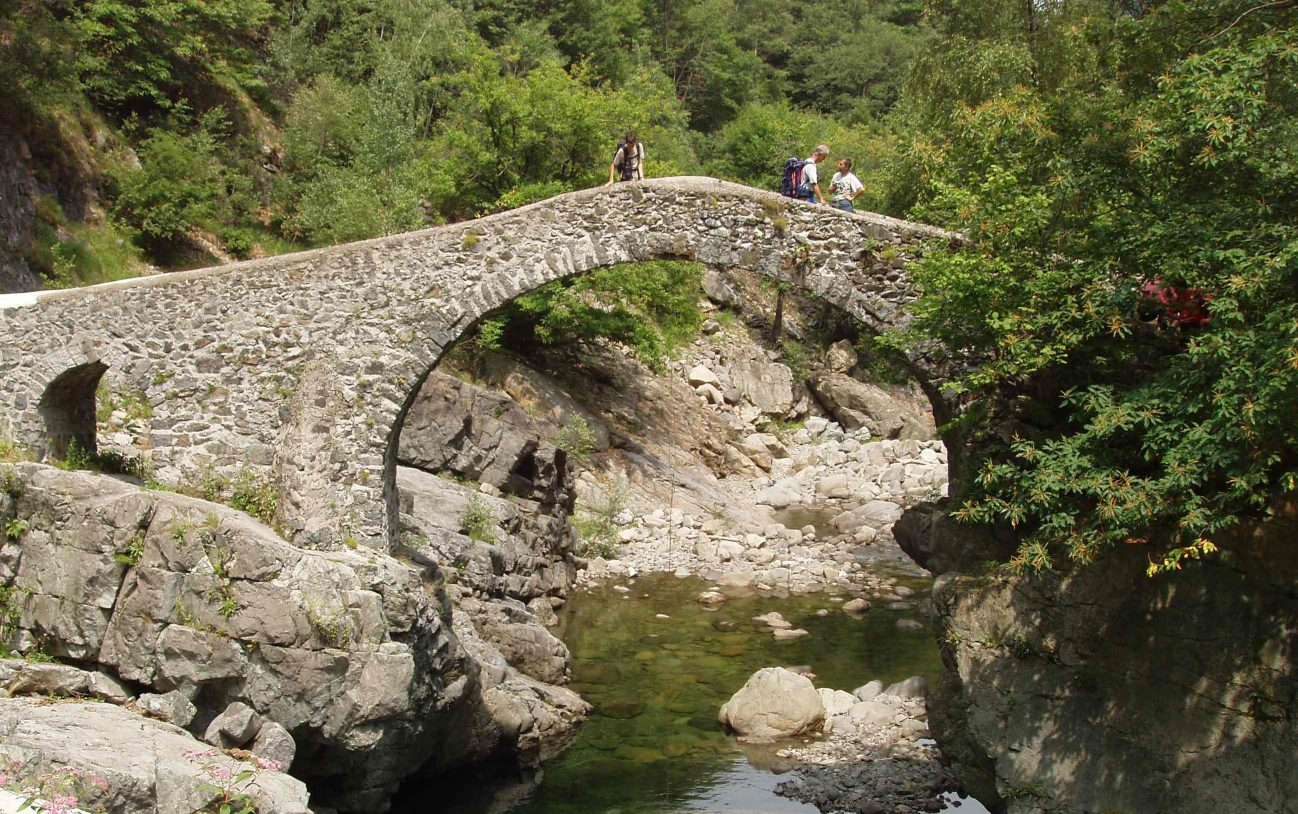
Il Sessera al ponte di Babbiera